# Вила Мота (Модена)
Вила Мота је насеље у Италији у округу Модена, региону Емилија-Ромања.
Према процени из 2011. у насељу је живело 557 становника. Насеље се налази на надморској висини од 22 м.